# Фоминская (Козьминское сельское поселение)
Фоми́нская — деревня в Ленском районе Архангельской области. Входит в состав Козьминского сельского поселения.

## География
Деревня находится в юго-восточной части Архангельской области, на правом берегу реки Вычегда, на расстоянии 46 км (по прямой) к юго-западу от села Яренск, административного центра района.

### Часовой пояс
Деревня Фоминская, как и вся Архангельская область, находится в часовой зоне МСК (московское время). Смещение применяемого времени относительно UTC составляет +3:00.

## История
В 1859 году в деревне Яренского уезда Вологодской губернии насчитывалось 7 дворов, проживало 66 человек.

## Население
| 2002 | 2010 | 2012 |
| ---- | ---- | ---- |
| 7    | ↘0   | →0   |

### Национальный состав
Согласно результатам переписи 2002 года, в национальной структуре населения русские составляли 100 % из 3 чел.